# Ippolita Sforza (1481-1521)
Ippolita Sforza (Milano, 13 settembre 1481 – Milano, maggio 1521) era figlia di Carlo Sforza, conte di Magenta e di Casteggio, e di Bianca Simonetta, signora di Galliate.

## Biografia
Ippolita nacque nel 1481; il padre, Carlo Sforza era un figlio illegittimo di Galeazzo Maria Sforza, duca di Milano e di Lucrezia Landriani, mentre la madre Bianca Simonetta era la Signora di Galliate. La sorella, Angela, nel 1491 sposò Ercole d'Este, figlio legittimato di Sigismondo I d'Este e pertanto nipote del duca di Ferrara, Modena e Reggio, Ercole I d'Este.

Sposò il 20 giugno 1492 Alessandro Bentivoglio, conte di Campagna, figlio di Giovanni II Bentivoglio, signore di fatto di Bologna.
Morì fra il 6 e l'11 maggio 1521.

## Discendenza
La coppia ebbe sette figli:
- Sforza (1497-8 gennaio 1517[3]);
- Giovanni, morto infante;
- Ginevra (1503-19 gennaio 1545 o subito dopo[4].), sposò nel maggio 1523[4]. Giovanni del Carretto (-1535), che ereditò la contea di Casteggio;
- Bianca (1504-?), monaca benedettina nel Monastero Maggiore di Milano dal 1515 come suor Alessandra, ne fu badessa per sei termini[5];
- Violante (1505-1572), sposò Giovanni Paolo I Sforza, un figlio illegittimo di Ludovico il Moro;
- Ippolita, monaca benedettina nel Monastero Maggiore di Milano[5] (?-dopo il 3 agosto 1529);
- Isabella[5], monaca benedettina nel Monastero Maggiore di Milano dal 1531.

## Ascendenza
|                                         |                   |                       | Genitori                                   |  |  | Nonni |  |  | Bisnonni                            |  |  | Trisnonni                                              |  |
|                                         |                   |                       |                                            |  |  |       |  |  | Francesco Sforza, IV duca di Milano |  |  | Giacomo "Muzio" Attendolo "Sforza", conte di Cotignola |  |
|                                         |                   |                       |                                            |  |  |       |  |  | Francesco Sforza, IV duca di Milano |  |  | Giacomo "Muzio" Attendolo "Sforza", conte di Cotignola |  |
|                                         |                   | Lucia Terzani         |                                            |  |  |       |  |  | Francesco Sforza, IV duca di Milano |  |  |                                                        |  |
| Galeazzo Maria Sforza, V duca di Milano |                   |                       |                                            |  |  |       |  |  | Francesco Sforza, IV duca di Milano |  |  |                                                        |  |
|                                         |                   | Bianca Maria Visconti | Filippo Maria Visconti, III duca di Milano |  |  |       |  |  |                                     |  |  |                                                        |  |
|                                         |                   | Bianca Maria Visconti | Filippo Maria Visconti, III duca di Milano |  |  |       |  |  |                                     |  |  |                                                        |  |
|                                         |                   | Bianca Maria Visconti | Agnese del Maino                           |  |  |       |  |  |                                     |  |  |                                                        |  |
| Carlo Sforza, conte di Magenta          |                   | Bianca Maria Visconti |                                            |  |  |       |  |  |                                     |  |  |                                                        |  |
|                                         |                   | …                     | …                                          |  |  |       |  |  |                                     |  |  |                                                        |  |
|                                         |                   | …                     | …                                          |  |  |       |  |  |                                     |  |  |                                                        |  |
|                                         |                   | …                     | …                                          |  |  |       |  |  |                                     |  |  |                                                        |  |
| Lucrezia Landriani                      |                   | …                     |                                            |  |  |       |  |  |                                     |  |  |                                                        |  |
|                                         |                   | …                     | …                                          |  |  |       |  |  |                                     |  |  |                                                        |  |
|                                         |                   | …                     | …                                          |  |  |       |  |  |                                     |  |  |                                                        |  |
|                                         |                   | …                     | …                                          |  |  |       |  |  |                                     |  |  |                                                        |  |
| Ippolita Sforza                         |                   | …                     |                                            |  |  |       |  |  |                                     |  |  |                                                        |  |
|                                         | Gentile Simonetta | …                     |                                            |  |  |       |  |  |                                     |  |  |                                                        |  |
|                                         | Gentile Simonetta | …                     |                                            |  |  |       |  |  |                                     |  |  |                                                        |  |
|                                         | Gentile Simonetta | …                     |                                            |  |  |       |  |  |                                     |  |  |                                                        |  |
| Angelo Simonetta                        | Gentile Simonetta |                       |                                            |  |  |       |  |  |                                     |  |  |                                                        |  |
|                                         |                   | …                     | …                                          |  |  |       |  |  |                                     |  |  |                                                        |  |
|                                         |                   | …                     | …                                          |  |  |       |  |  |                                     |  |  |                                                        |  |
|                                         |                   | …                     | …                                          |  |  |       |  |  |                                     |  |  |                                                        |  |
| Bianca Simonetta                        |                   | …                     |                                            |  |  |       |  |  |                                     |  |  |                                                        |  |
|                                         |                   | Chichino della Scala  | Francesco della Scala                      |  |  |       |  |  |                                     |  |  |                                                        |  |
|                                         |                   | Chichino della Scala  | Francesco della Scala                      |  |  |       |  |  |                                     |  |  |                                                        |  |
|                                         |                   | Chichino della Scala  | …                                          |  |  |       |  |  |                                     |  |  |                                                        |  |
| Francesca della Scala                   |                   | Chichino della Scala  |                                            |  |  |       |  |  |                                     |  |  |                                                        |  |
|                                         |                   | …                     | …                                          |  |  |       |  |  |                                     |  |  |                                                        |  |
|                                         |                   | …                     | …                                          |  |  |       |  |  |                                     |  |  |                                                        |  |
|                                         |                   | …                     | …                                          |  |  |       |  |  |                                     |  |  |                                                        |  |
|                                         |                   | …                     |                                            |  |  |       |  |  |                                     |  |  |                                                        |  |

## Celebrazioni
Il poeta Matteo Bandello ha dedicato a Ippolita Sforza la Novella I della Prima parte (1554).